# (5919) Patrickmartin
(5919) Patrickmartin est un astéroïde de la ceinture principale.

## Description
(5919) Patrickmartin est un astéroïde de la ceinture principale. Il fut découvert le 5 août 1991 à l'observatoire Palomar par Henry E. Holt. Il présente une orbite caractérisée par un demi-grand axe de 3,20 UA, une excentricité de 0,12 et une inclinaison de 0,7° par rapport à l'écliptique.

## Compléments